# Stictoptera indescribens
Stictoptera indescribens là một loài bướm đêm trong họ Noctuidae.